# Anticipation (álbum)
Anticipation es el segundo álbum de estudio por la cantante estadounidense Carly Simon, publicado el 1 de noviembre de 1971 a través de Elektra Records.
El sencillo principal, «Anticipation» se convirtió en un éxito comercial, alcanzando el Top 20 en las listas de sencillos estadounidenses. La canción fue utilizada más tarde como la banda sonora de varios comerciales de televisión de Heinz en 1973. La portada del álbum mostraba a Simon en las puertas del Queen Mary's Garden en el Regent's Park de Londres. Esta foto fue tomada por Peter Simon.
La canción de cierre, una versión de la canción «I've Got to Have You» de Kris Kristofferson, fue publicada como sencillo en Australia, alcanzando el puesto #6 en las listas de sencillos de Australia.

## Recepción de la crítica
Stephen Davis de Rolling Stone, le dio una crítica entusiasta del álbum. Llamó a la canción de apertura “un examen enérgico de las tensiones involucradas en una situación romántica floreciente en la que nadie tiene idea de lo que está pasando o lo que va a pasar”. Davis continuó llamando a «Our First Day Together», “una canción tranquila, encantadora y bastante enigmática, con un rastro de la influencia de los acordes menores de Joni Mitchell”. Concluyó llamando a «I've Got To Have You», “un factor decisivo absoluto, una descripción asombrosa de los estragos psíquicos del amor loco e ignorante”.
William Ruhlmann, escribiendo para AllMusic, le dio una calificación de 3 estrellas y media, y declaró qué: “encontró ampliando la personalidad audaz que había establecido en su álbum debut, especialmente en la canción de apertura y «Legend in Your Own Time» (ambos sencillos exitosos) y «I've Got to Have You»”.
Steven Estep de The Absolute Sound añadió “En Anticipation, también de 1971, Simon ya suena aún más musical y confiado; la mezcla es más suave y el estado de ánimo es más melodioso. Reflexivo y gentil, es el álbum de Carly Simon que más me convenció. La canción del mismo nombre fue su mayor éxito; la escribió en 15 minutos mientras esperaba que Cat Stevens la recogiera para una cita. «Legend in Your Own Time» fue la siguiente canción en las listas, un tributo a James Taylor que suena bastante limitado en el tiempo. A partir de ahí, las cosas son en su mayoría de ritmo lento pero aún convincentes”.

## Galardones
| Año  | Premio         | Categoría                               | Destinatario | Resultado | Ref.  |
| ---- | -------------- | --------------------------------------- | ------------ | --------- | ----- |
| 1973 | Premios Grammy | Mejor Interpretación Vocal Pop Femenina | Carly Simon  | Nominada  | [ 8 ] |

## Lista de canciones
| Lado uno |                                |                           |          |  |
| N.º      | Título                         | Escritor(es)              | Duración |  |
| 1.       | «Anticipation»                 | Carly Simon               | 3:21     |  |
| 2.       | «Legend in Your Own Time»      | Simon                     | 3:44     |  |
| 3.       | «Our First Day Together»       | Simon                     | 3:29     |  |
| 4.       | «The Girl You Think You See»   | Simon Jacob Brackman      | 3:07     |  |
| 5.       | «Summer's Coming Around Again» | Simon Jim Ryan Paul Glanz | 4:12     |  |

| Lado dos |                           |                    |          |  |
| N.º      | Título                    | Escritor(es)       | Duración |  |
| 1.       | «Share the End»           | Simon Brackman     | 3:59     |  |
| 2.       | «The Garden»              | Simon Brackman     | 4:10     |  |
| 3.       | «Three Days»              | Simon              | 3:20     |  |
| 4.       | «Julie Through the Glass» | Simon              | 3:22     |  |
| 5.       | «I've Got to Have You»    | Kris Kristofferson | 4:43     |  |

## Créditos
Músicos
- Carly Simon – voz principal, piano, guitarra acústica
- Paul Glanz – piano
- Jim Ryan – guitarra eléctrica y acústica, bajo eléctrico
- John Ryan – contrabajo
- Andy Newmark – batería, percusión
- Del Newman – trompa, arreglos de cuerdas

Personal técnico
- Paul Samwell-Smith – productor
- Michael Bobak – ingeniero de audio
- Barry Hammond — editor
- Lee Hulko – masterización
- Robert Heimall – diseño de portada
- Peter Simon – fotografía

## Posicionamiento
| Gráficas (1971)                | Pico de posición |
| ------------------------------ | ---------------- |
| Australia (Kent Music Report)  | 12               |
| Canadá (RPM Top Albums)        | 36               |
| Estados Unidos (Billboard 200) | 30               |